# Alstroemeria plantaginea
Alstroemeria plantaginea är en alströmeriaväxtart som beskrevs av Carl Friedrich Philipp von Martius. Alstroemeria plantaginea ingår i släktet alströmerior, och familjen alströmeriaväxter. Inga underarter finns listade i Catalogue of Life.

## Bildgalleri

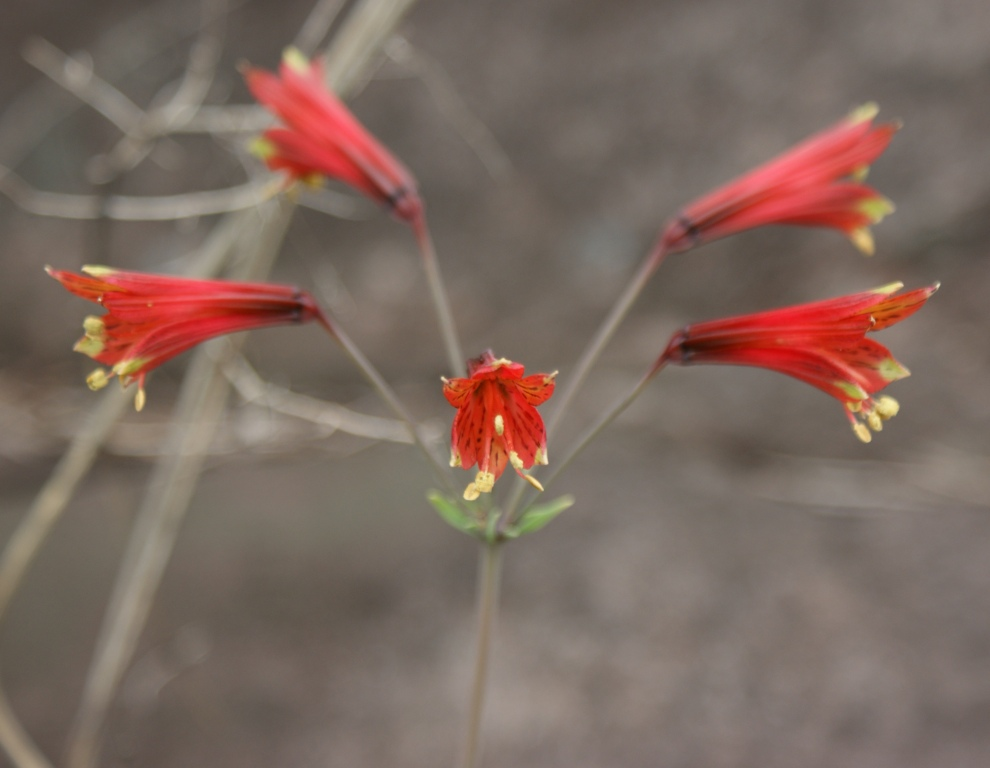